# Флора Вембо Паттерсон
Флора Вембо Паттерсон (англ. Flora Wambaugh Patterson; 15 вересня 1847, Колумбус, Огайо, США — 5 лютого 1928, Нью-Йорк, Нью-Йорк, США) — американська вчена, ботанік, міколог, перша жінка патолог рослин, яка працювала у Міністерстві сільського господарства США. Вона керувала Національною колекцією грибів США майже тридцять років, радикально розширюючи колекцію та формуючи її напрямок, а також контролювала та виявляла численні серйозні грибкові захворювання. 

## Життєпис
Флора Вембо народилася у 1847 році у місті Колумбус She studied fungi as a hobby in her childhood.. 
Вона навчалася у коледжі Antioch College в Огайо, у 1865 році отримала ступінь бакалавра.  
Згодом здобула два ступені магістра у Cincinnati Wesleyan College.  У 1869 році Вембо одружилася із капітаном Едвіном Паттерсоном, взяла його прізвище. У них було двоє дітей, вона працювала, щоб утримувати сім'ю матеріально .
Після смерті чоловіка Паттерсон продовжила навчання в університеті Айови, та у 1892 або 1893 році  планувала перейти до Єльського університету. Проте коли у Єльському університеті їй відмовили, з огляду на те, що вона жінка, Флора Вембо перевелася до Кембриджу та розпочала навчання у коледжі Редкліфф, де вона досліджувала колекції гербарію Гарварда.
У 1895 році Паттерсон почала працювати у Міністерстві сільського господарства США патологом рослин під керівництвом Беверлі Т. Галловей разом із Франкліном Ерлом.  
Під час своєї майже тридцятирічної роботи у Міністерстві сільського господарства США Паттерсон збільшила розмір національної колекції грибів майже в шість разів, з 19 000 до 115 000 еталонних зразків.  Вона виявила численні нові види грибів, у тому числі ті, що викликають гниль ананаса (Thielaviopsis paradoxa), курчавість листя персика (Taphrina) та відьомські мітли бамбука (Loculistroma bambusae, це був абсолютно новий рід). 
Серед інших обов’язків, Паттерсон відповідала за виявлення нових грибкових патогенів, а також виконувала провідну роль у визначенні патогенних грибів Cryphonectria parasitica, яка знищила каштанові ліси східної Північної Америки, та Synchytrium endobioticum, що спричиняє рак картоплі.  
Паттерсон працювала у Міністерстві сільського господарства США поки їй не виповнилося 75 років, згодом вона мешкала разом із одним зі своїх синів у Нью-Йорку, аж до смерті у 1928 році.

## Окремі публікації
- Patterson, F. W. 1894. Species of Taphrina parasitic on Populus. Proc. Amer. Assoc. Advan. Sci. 43:293-294.
- Patterson, F. W. 1895. A study of North American parasitic Exoascaceae. Iowa Univ. Bull. Lab. Nat. Hist. 3:89-135.
- Patterson, F. W., Charles, V. K., and Veihmeyer, F. J. 1910. Some fungous diseases of economic importance. I.-Miscellaneous Diseases. II. Pineapple rot caused by Thielaviopsis paradoxa. USDA, Bureau of Plant Industry, Bull. No. 171.
- Patterson, F. W., and Charles, V. K. 1915. Mushrooms and other common fungi. USDA Bulletin No. 175.
- Patterson, F. W., and Charles, V. K. 1917. Some common edible and poisonous mushrooms. USDA Farmer’s Bulletin No. 796.